# Sauromatum hirsutum
Sauromatum hirsutum är en kallaväxtart som först beskrevs av Shiu Ying Hu, och fick sitt nu gällande namn av Cusimano och Wilbert Leonard Anna Hetterscheid. Sauromatum hirsutum ingår i släktet ödlekallor, och familjen kallaväxter. Inga underarter finns listade.